# Mike O'Koren
Mike O'Koren (Jersey City, 7 de fevereiro de 1957) é um ex-jogador norte-americano de basquete profissional que atuou na  National Basketball Association (NBA). Foi o número 6 do Draft de 1980.